# Ситне (Шосткинський район)
Си́тне —  село в Україні, у Середино-Будській міській громаді Шосткинського району Сумської області. Населення становить 254 осіб. До 2020 орган місцевого самоврядування — Рожковицька сільська рада.

## Географія
Село Ситне знаходиться за 3 км від лівого берега річки Знобівка. На відстані 4,5 км розташоване село Рожковичі. До села примикає великий лісовий масив (дуб, сосна). Поруч проходить залізниця, станція Платформа 515 км.

## Назва села
На сьогодні офіційно село має назву Ситне (рос. Сьітное). Але поміж себе люди село називають Сєтноє. Дослідження вказують на те, що Сєтноє — є давнє, історичне ім'я села. Тоді виникає два питання: 
1. Походження назви «Сєтноє»?
2. Звідкіля взялося «Ситне» ?

По-перше, беремо до уваги, що до 1924 року Ситне існувало виключно у російськомовному середовищі. Місцеві легенди пов'язують назву Сєтноє із російським словом СЄТЬ (укр. Сітка). Так нібито на старих, дореволюційних мапах позначалась маленька річка, на березі якої виникло поселення. Сьогодні цю річку, яка в межах села пересихає влітку називають Прірва. На околиці села вона приймає дві притоки Гатка-перша, та Гатка-друга і дійсно, ніби утворює сітку. Сільські місцеві топоніми мають російськомовне коріння.
Звідки ж тоді взялося Ситне ? Це ж зовсім інше слово за змістом!? Автор допускає, що це, можливо звичайна технічна помилка передруку під час підготовки офіційного адміністративного довідника в далеких столицях -Харкові чи Києві. Так слово, яке писалося «СЕТНОЕ» стало спочатку «СЬІТНОЕ» (рос), а потім «Ситне» (укр.). В усякому разі місцеві автохтони ніколи не пов'язували назву свого села із словом ситний, тобто не голодній. Можливо хтось «на горі» власноруч зробив їх «Ситнівцями», в пориві революційного бажання прискорити сите комуністичне життя ? Наразі місцева влада ставиться байдуже до цієї проблеми. Так і живе село маючи дві назви, назви зовсім різні за змістом. Одна — на печатках, штампах, офіційних документах (Ситне), друга — в живій мові (Сєтноє).
В останній час виявлено сліди стародавнього впливу Єгипту на топономіку Сіверщини, в рамках якої назва річки Сітна і села на ній Ситне веде нас до єгипетського бога Сета, культ поклоніння якому був дуже сильний в Стародавньому Єгипті, і можливо удавнину існував у цій місцині.

## Символіка
На гербі зображена золота сіть для риболовлі та золота рибина. Сіть символізує історичну назву села, яку неправильно в наш час трактують Ситним. Цю неправильну назву зображає велика рибина, якою можна наїстися, але для початку її треба спіймати.

## Історія
Згідно з місцевими легендами, Ситне виникло в першій половині XVII століття.
На той час, після Дсулінського перемир'я 1618 р., ця місцевість являла собою незалюднену прикордонну смугу між Московським царством та Річчю Посполитою. На шляху із Сєвська до Новгород-Сіверська, на пагорбі біля річки Сєть російський воєвода виставив митну заставу. Згодом біля застави почали з'являтися перші господарські споруди. Йшли роки. Поруч стали селитися біженці від панського гніту та шукачі кращої долі, як з Росії так і з України. Багаті на дичину лісові довкілля, незаймані пасовища, неозорі луки, родючі землі, а головне — відсутність неволі, — приваблювали все нових і нових людей.
Місцевий краєзнавець Яків Петрович Сивухін (1901—1992) розповідав, що у 1924 році на місці первинного залюднення (по-місцевому «Кагат») було знайдено мідний солдатський казан на 40 літрів та пічну кладку від стародавньої казарми. Історію ж про заснування села йому переповів дід Галактіон 1820 року народження.
Останній провідник застави Мартинов заклав численний родовід Мартинових у селі.
Автор звертає увагу і на такий факт. Досі в побуті Ситнівців для залякування малих дітей живе приказка — «Спи, а то зараз прийде Болотников і забере із собою». Мабуть відомі події дуже глибоко врізались в долі і пам'ять місцевих мешканців, які якимсь чином самі, або через батьків були пов'язані з тим, що відбулося в нашому краї під час селянської війни під проводом Болотникова майже чотири століття тому, у 1606—1607 роках.
Назагал, дата заснування села Ситне не є проблемою науковою. Точні відомості щодо цього можна знайти в архівах Російської Федерації у Орлі, Москві, або Санкт-Петербурзі. (Але хто ж фінансуватиме цю розвідку ?). Адміністративно Ситне майже весь час належало до Орловської губернії, Сєвський повіт, Підівотська волость. У 1924 році, під час «вирівнювання» кордону поміж Україною та Росією, Ситне, на пару із Рожковичами, потрапила до Середино-Будського району, Новгород-Сіверського (згодом Глухівського) округу, Чернігівської губернії. У 1939 році село, разом з районом, перейшло до новоутвореної Сумської області.

## Освіта
Вперше школа в селі була відкрита у 1875 році. З ініціативою її заснування виступив службовець Сєвського повіту Євсєй Федченко, якого у селі називали «Шалдун». Він був першою освідченною людиною серед Ситнівців. Шалдун пропонував відкрити земську школу, а сталося так, як хотів місцевий піп Лавров. Священик домігся відкриття двокласної дворічної школи при церкві. За 124 роки свого існування школа не працювала тільки під час окупації у 1941 — 1943 роках. Кількість учнів в різні періоди можна уявити з таблиці:
рік	усього учнів
1875	8
1914	15
1937	196
1946	252
1965	171
1978	55
1986	34
1991	25
2000	24
Людська вдячна пам'ять зберегла імена директорів школи. Майже всіх:
1904—1914	Тикунов Микола Серафімович (із Сєвська)
1914—1919	Пахомов — Крутасов В аси ль Тарасович (із Сєвська)
1927—1930	Величковський Єгор Олексійович (із Подівоття)
1930—1934	Воєвода Михайло Федорович
1934—1937	Солохненко Олексій Іванович
1937—1941	Бичков Кузьма Федорович
1943—1944	У міль Лука Георгійович
1944—1945	Лузановська Віра Федорівна
1946—1955	Соболевський Ростислав Ростиславович
1955—1968	Федченко Матвій Євсійович
1968	Онов Анатолій Іванович
1968—1969	Соболевський Ростислав Ростиславович — вдруге
1969—1978	Федченко Матвій Євсійович — вдруге
1978—1993	Зябко Катерина Василівна
1993	Стадник Олександр Іванович
1994	Самусенко Сергій Михайлович
1995	с/дСаркісян Емма Ервандівна
Неодноразово змінювався статус школи. До 1934 року вона була початковою. З 1934 по 1978 — семи/восьми річна. В 1978—1986 роках знову початкова. У 1986 році відновлена восьмирічна, згодом перетворена у школу I—II ступенів, тобто 9 — річну. З 1 жовтня 1999 року учні II- ступеня переведені на індивідуальну форму навчання.
Двадцять два роки очолював школу Матвій Євсейович Федченко, залишивши по собі не тільки добру пам'ять на довгі роки, а й сучасну будівлю 2-поверхової типової школи. Завдяки його настійливим клопотанням до Сум і Києва в Ситному у 1968 році було відкрито нову школу. На жаль через 32 роки стало питання про її закриття, та це не зменшує заслуг Федченко М.Є. в історії села.

## Початок 20 сторіччя
У 1905 році декякі ситнівці брали участь у пограбуванні та спаленні цукрового заводу у Хутір-Михайлівському.
На фронт 1 світової війни із села було мобілізовано більш як 200 ситнівців. Майже всі вони були зараховані у Каширський піхотний полк, який формувався у Брянську. За роки війни загинуло 60 чоловік.
У 1918 році у селі почався період першої більшовицької окупації.  Влітку 1919 року через село проходили денікінці.
Більшовики зруйнували останню церкву у 1920 році.

## Примусова колективізація.
Зі спогадів Холина Григорія Федоровича:
"Село було поділене на 10-двірки. Активісти заходили до кожної хати і пропонували добровільно написати заяву про вступ до колгоспу. Того, хто такої заяви не писав, викликали до Сільської Ради для «виховної роботи». Потім давали ніч на роздуми. Наступного дня все починалось спочатку. Рада підготувала реєстр на розкуркулювання, в який включила 11 найзаможніших сімей. Прокурор у С-Буді затвердив 3 сім'ї. Після цього вони були вигнані зі своїх помешкань і відправлені невідомо куди. 
Це були сім'ї -Федченка Филипа Васильовича
Мартинова Єгора Андрійовича
Холина Петра Андрійовича
Садиби, господарські будівлі, худоба — все відійшло у власність Сільської Ради і колгоспу.
Однак більшість Ситнівців все одно не написала заяв про добровільний вступ до колгоспу. Тоді їх стали обкладати податками. Податки зростали кожен місяць, а ті, хто записався до колгоспу від сплати податків звільнялися …Все це відбувалося у 1931 році. 
Зі спогадів свідка подій Прихожого Григорія Максимовича: «Відбувалося це в листопаді — грудні 1931 року. Хазяїв з кожного двору викликали до Сільської Ради і пропонували писати заяву про вступ до колгоспу. Тих, хто не давав згоди, затримували „подумати“ в Сільській Раді, а в цей час активісти йшли до його садиби і робили опис майна. Близько 10 сімей кинули або розпродали що змогли усе нажите і покинули Ситне. Серед них родина майбутнього героя Радянського Союзу Федченко Івана Степановича, а також Федченко Филип, Брильов Порфирій. Лупачов („Таранков“) був засуджений на 6 місяців. Садиби тих, хто поїхав із села передавалися до колгоспу. В них було розміщено — колгоспний господарський двір, клуб, правління колгоспу, школа. 
Навесні 1932 року більшість Ситнівців написали заяви про вступ до колгоспу „Червоний орач“ („Красный пахарь“). Перший рік колгосп займався лише обробітком землі. Усуспільнені були лише коні, земля і сільськогосподарський реманент.

## Війна 1941—1945 років
Найбільш яскравими і одночасно трагічними стали дві події:

а) 22 березня 1942 року гурт «ковпаківців», який став на денний спочинок у селі, був атакований гітлерівцями із Хутора-Михайлівського (хтось доніс).
Біля десяти німців залишилися лежати у снігу біля крайніх хат, інші - відступили назад. Партизани після бою поїхали до Брянського лісу. Наступного дня, вранці, в Ситне вступив каральний загін нацистів. Усіх чоловіків загнали в приміщення клубу і замкнули. Почалося «слідство». Загроза масового розстрілу висіла у повітрі. Проте місцевим поліцаям, які були у складі карального загону, вдалося умовити німців помилувати сільчан. Вони задовольнилися розстрілом сім'ї Пономарьових. Син з цієї сім'ї, напередодні, після бою, подався разом з ковпаківцями до лісу…

б) Перед самим звільненням села (в останню ніч окупації !) воно було
дощенту спалене. Сталося це в ніч на 5 вересня 1943 року. Зі слів очевидців
можна зробити висновок, що відбулося це стихійно, без усякого плану. Відступаючи окремими гуртами нацисти підпалили декілька хат. Інші гурти, бачачи що місцями палають садиби, стали підпалювати інші будівлі. Ситнівці всі сиділи по льохах, чекали, коли пройде лінія фронту. На поверхню виходити боялися, щоб не потрапити під «гарячу» руку німців. Ніхто не боровся з вогнем. До ранку село згоріло. Із 350 дворів залишилося 7 хат, які не загорілися випадково. Зиму 1943/1944 років Ситнівці провели у землянках. Згодом радянська влада дозволила погорільцям безкоштовно брати ліс на відбудову своїх садиб. Десятки з них стоять і досі.
Ціна Перемоги
122 ситнівці склали свої голови в роки Німецько-радянської війни 1941—1945 років. Їхні імена викарбувано на обеліску в центрі села.
У Ситному є також могила загиблих бійців Червоної армії, які звільняли село у 1943 році. Імена більшості з них невідомі.
Десятки Ситнівців нагороджені бойовими орденами. Серед них виокремимо тільки трьох:
- Федченко Іван Семенович, Герой Радянського Союзу, артилерист. Звання Героя присвоєно у 1943 році за бої на Курській дузі;
- Струков Сергій Євдокимович і Родин Тихон Іванович стали кавалерами вищої солдатської нагороди — Ордена Слави.

## Сьогодення
У 1976 році було закрито восьмирічну школу. Залишилась тільки початкова. Коли закривали було 52 учня. У 1988 році школу відновлено, але учнів вже стало 34.Існування на базі школи санаторію «Полісся» у 1976—1989 рр. не принесло користі, а швидше навпаки.
Останні 20 років також були не найкращими в майже 400-річній історії села.
Після 1991 року Ситне потрапило знову в «нейтральну зону» владних інтересів. Без колгоспу, без сільської ради, без місцевої інтелігенції воно почало потихеньку вмирати.
Йде розшарування за достатком. Тільки 3-5 сімей здатні забезпечити здобуття якісної освіти своїм дітям, пристойне харчування, одяг тощо. Більша частина садиб являє собою своєрідні «дачі» для ситнівців, які покинули село і живуть у Середина-Буді, Хуторі-Михайлівському і інших місцях. В багатьох оселях живуть старенькі бабусі, нездатні протистояти їх природному руйнуванню.
Більша частина місцевої молоді не має батьківської тяги до обробітку землі, демонструє нездатність самостійного господарювання, пиячить і чекає кращих часів. Модерн життя дуже тяжко пускає коріння в Ситнівську землю.
Село оточують незорані поля, перетворені течією часу у пасовища.
Та життя все одно триває.
Чудові краєвиди відрогів Середньоруської височини, чисті води численних річок і джерел, таємнича тиша, оточуючих Ситне, лісів — дарують надію на майбутнє відродження села.
12 червня 2020 року, відповідно до Розпорядження Кабінету Міністрів України № 723-р «Про визначення адміністративних центрів та затвердження територій територіальних громад Сумської області» увійшло до складу Середино-Будської міської громади.
19 липня 2020 року,  в результаті адміністративно-територіальної реформи та ліквідації Середино-Будського району, село увійшло до Шосткинського району.

29 липня 2024 року населений пункт вчергове обстріляли російські війська. Зафіксовано  8 вибухів, ймовірно міномет 120 мм. 
1. ↑  Античні контексти топонімії Сіверщини
2. ↑  Кабінет Міністрів України - Про визначення адміністративних центрів та затвердження територій територіальних громад Сумської області. www.kmu.gov.ua (ua) . Архів оригіналу за 25 жовтня 2021. Процитовано 25 жовтня 2021.
3. ↑  Постанова Верховної Ради України від 17 липня 2020 року № 807-IX «Про утворення та ліквідацію районів»
4. ↑  На прикордонні Сумщини внаслідок обстрілів пошкоджено амбулаторію. debaty.sumy.ua (рос.). Процитовано 30 липня 2024.